# Cătălin Carp
Cătălin Carp (ur. 20 października 1993 w Kiszyniowie) – mołdawski piłkarz, grający na pozycji pomocnika.

## Kariera piłkarska

### Kariera klubowa
Wychowanek klubów Zimbru Kiszyniów i CSCA-Rapid Kiszyniów, a od 2010 Akademii Piłkarskiej Szachtar Donieck. W styczniu 2012 został zaproszony do Dynama Kijów. 17 marca 2012 rozpoczął karierę zawodniczą w drużynie juniorskiej Dynama. Nie przebił się jednak do pierwszej jedenastki i występował w drugiej drużynie Dynama. 9 września 2014 przeszedł do rumuńskiego CFR Cluj. W 2015 został zawodnikiem Steauy Bukareszt, a w 2016 - Viitorulu Konstanca.

### Kariera reprezentacyjna
W latach 2012–2014 występował w juniorskiej i młodzieżowej reprezentacji Mołdawii. 14 sierpnia 2014 debiutował w narodowej reprezentacji Mołdawii w meczu z Andorą.